# John Retallack
John Retallack, encenador britânico.
Director Artístico da Company of Angels. Dirigiu a Oxford Stage Company (1989-1999) onde conquistou o TMA Young's People Award em 1998. Aclamado pela crítica com as suas encenações de obras de Shakespeare. Em 2001 no Festival de Edimburgo venceu o Herald Angel. Dirigiu peças em diversos países da Europa e ainda nos EUA, Japão e Índia.
É também autor de algumas obras teatrais, como Ana e Hanna.